# Ure
Ure, no hinduísmo, é um princípio criado por Ormazd, origem do mundo material.